# Hap Day
Clarence Henry „Hap“ Day (* 1. Juni 1901 in Owen Sound, Ontario; † 17. Februar 1990 in St. Thomas, Ontario) war ein kanadischer Eishockeyspieler (Verteidiger) und -trainer, der von 1959 bis 1967 für die Toronto St. Patricks bzw. Toronto Maple Leafs und New York Americans in der National Hockey League spielte.

## Karriere
Days fröhliches Gemüt brachte ihm schon in seiner Kindheit den Spitznamen „Happy“ ein. Im Laufe der Jahre wurde dieser in „Hap“ abgekürzt. Nachdem er in seiner Heimatstadt Owen Sound das Eishockeyspielen erlernt hatte, zog es ihn nach Toronto an die Universität, um dort Pharmazie zu studieren. Er spielte für die Universitätsmannschaft und galt als einer der besten Spieler und Schlittschuhläufer außerhalb der National Hockey League. Bei einem seiner Spiele waren Charlie Querrie, der Besitzer der Toronto St. Patricks und Bert Corbeau, einer seiner damaligen Starspieler anwesend. Beiden war nach dem Spiel klar, dass sie Day für ihr NHL-Team gewinnen mussten. Day wollte sich auf sein Studium konzentrieren, konnte jedoch mit einem Gehalt von 5.000 Dollar und dem Versprechen, nicht zu viele Vorlesungen zu verpassen, überredet werden.
Am 10. Dezember 1924 gab er sein Debüt in der NHL. Er spielte Linksaußen in einer Sturmreihe mit Jack Adams und Babe Dye. Nach seiner ersten Spielzeit wechselte er in die Verteidigung. Zu seiner Zeit wurden die St. Patricks in Maple Leafs umbenannt und auch beim neuen Besitzer Conn Smythe hinterlegte er seinen Berufswunsch mit Erfolg. Im neu erbeuten Maple Leaf Gardens bot das Management ihm Geschäftsräume an, in dem er seine Apotheke eröffnete. Seit 1926 wurde er auf Grund seiner Führungsqualitäten zum Mannschaftskapitän des Teams. Außer einer Verletzung der Achillessehne 1928 blieb er von schweren Verletzungen verschont. Gemeinsam mit dem 1931 verpflichteten King Clancy bildete er eines der besten Verteidigerduos seiner Zeit. In der Saison 1931/32 waren die Maple Leafs in den Maple Leaf Garden umgezogen. In den Playoffs erzielte Day im Halbfinale gegen die Montreal Maroons einen entscheidenden Treffer. Sein Ausgleichstreffer brachte das zweite Spiel in die Verlängerung, in der die Leafs den Einzug in die Finalserie sicherten. Dort erzielte Day weitere drei Tore und gewann mit Toronto seinen ersten Stanley Cup. Seine letzte aktive Saison spielte er 1937/38 für die New York Americans.
Es folgten zwei Jahre als Schiedsrichter, bevor er zu den Maple Leafs zurückkehrte. Trainer Dick Irvin hatte Toronto in Richtung Montreal verlassen und Conn Smythe zögerte nicht, sondern holte Day sofort als neuen Cheftrainer zurück ins Franchise. In den folgenden Jahren war er der erfolgreichste Trainer der NHL. In seinem ersten Jahr scheiterten die Maple Leafs im Halbfinale in sieben Spielen an den Boston Bruins. Im Jahr darauf erreichte sein Team die Finalspiele, doch nachdem die ersten drei Spiele gegen die Detroit Red Wings verloren wurden, schien der Titel erneut verpasst. Mit einigen Umstellungen im Kader holte Day sein Team zurück ins Rennen. In einer der spektakulärsten Finalserien um den Stanley Cup gewannen die Maple Leafs so 1942 den Titel. Diesen Erfolg wiederholte er 1945 und beginnend 1947 dreimal in Folge. Nachdem er 1950 von der Trainerposition zurückgetreten war, wurde er Assistent von General Manager Conn Smythe. In dieser Zeit gewannen die Leafs 1951 einen weiteren Stanley Cup. 1957 übernahm er dann für ein Jahr das Amt des General Managers.
1961 wurde er mit der Aufnahme in die Hockey Hall of Fame geehrt.

## Sportliche Erfolge
- Stanley Cup: 1932 (als Spieler); 1942, 1945, 1947, 1948 und 1949 (als Trainer)
- Memorial Cup: 1936 (als Trainer)

### Persönliche Auszeichnungen
- NHL Second All-Star Team: 1944 als Trainer
- Teilnahme am NHL All-Star Game: 1947, 1948 und 1949 (als Trainer)